# Аусеклис
А́усеклис (латыш. Auseklis) — воплощение утренней звезды в латышской мифологии; этим же словом в поэтическом языке латыши называют планету Венера.
Графически изображается в виде восьмиконечной звезды, лучи которой сгруппированы попарно.

## Миф
В латышских вариантах архаического балтийского мифа о «небесной свадьбе» солнце (Сауле) выдаёт свою дочь за Аусеклиса, вопреки воле громовержца Перконса, или месяц отнимает невесту у Аусеклиса, за что солнце разрубает месяц мечом (миф об убывании луны). Аусеклис, солнце, месяц и звёзды образуют небесную семью.

## Национальный символ
Аусеклис — один из символов латышской культуры, часто изображаемый на национальных нарядах: тканях, платках, покрывалах и так далее.
Аусеклис также стал символом национального движения «Атмода» (латыш. Atmoda, буквально — Пробуждение), участвовавшего в Поющей революции (1987—1991).

## В официальной символике
Знаки, внешне очень схожие с аусеклисом, использованы в официальной символике ряда национальных республик, входящих в состав Российской Федерации:
- гербе и флаге Чувашии (утверждены в 1992 году);
- гербе Карелии (1993 год);
- гербе и флаге Удмуртии (с 1994 года), у удмуртов данный знак называется толэзё («лунный») или шудо кизили («счастливая звезда»);
- гербе и флаге большинства районов Удмуртии;
- гербе и флаге Мордовии (с 1995 года);
- гербе и флаге Чебоксар;

Также подобный знак изображён на гербе общины Париккала в Финляндии, на флаге волости Рапла (Эстония). Опознавательные знаки Румынских королевских военно-воздушных сил раннего периода имели схожесть с аусеклисом.
Логотип бейсбольной команды Indianapolis Indians, выступающей в Minor League Baseball, также содержит подобный символ.